# Confia en mi (pel·lícula de 2010)

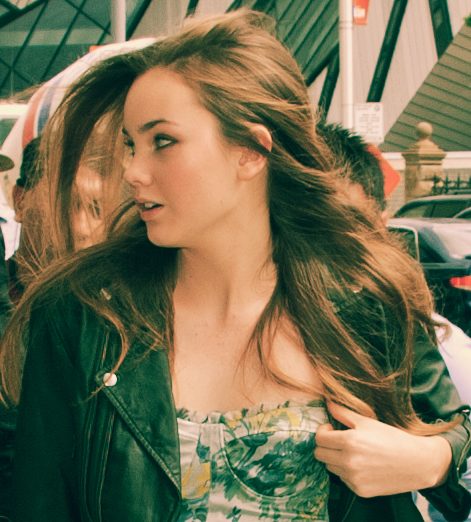
Imatge de Liana Liberato, una de les protagonistes de la pel·lícula.

Confia en mi (títol original en anglès: Trust) és una pel·lícula dramàtica de thriller de 2010 dirigida per David Schwimmer i basada en el guió d'Andy Bellin i Robert Festinger, i en una història sense acreditar de Schwimmer. Hi actuen Clive Owen, Catherine Keener, Viola Davis, Jason Clarke, i Liana Liberato. S'ha doblat al català.
La pel·lícula tracta sobre una noia de catorze anys que esdevé una víctima d'abús sexual quan es fa amiga d'un home a Internet.

## Repartiment[1]
- Liana Liberato com a Annie Cameron
- Clive Owen com a Will Cameron
- Catherine Keener com a Lynn Cameron
- Viola Davis com a Gail Friedman, una psicòloga de l'hospital
- Jason Clarke com a Doug Tate, un agent de l'FBI
- Chris Henry Coffey com a "Charlie" / Graham Weston
- Noah Emmerich com a Al Hart, cap d'en Will
- Spencer Curnutt com a Peter, germà gran de l'Annie
- Aislinn Debutch com a Katie Cameron, germana petita de l'Annie
- Zoe Levin com a Brittany, millor amiga de l'Annie